# Tulipa orphanidea
Tulipa orphanidea är en liljeväxtart som beskrevs av Pierre Edmond Boissier och Theodor Heinrich von Heldreich. Tulipa orphanidea ingår i släktet tulpaner, och familjen liljeväxter.

## Underarter
Arten delas in i följande underarter:
- T. o. doerfleri
- T. o. orphanidea
- T. o. whittalii

## Bildgalleri

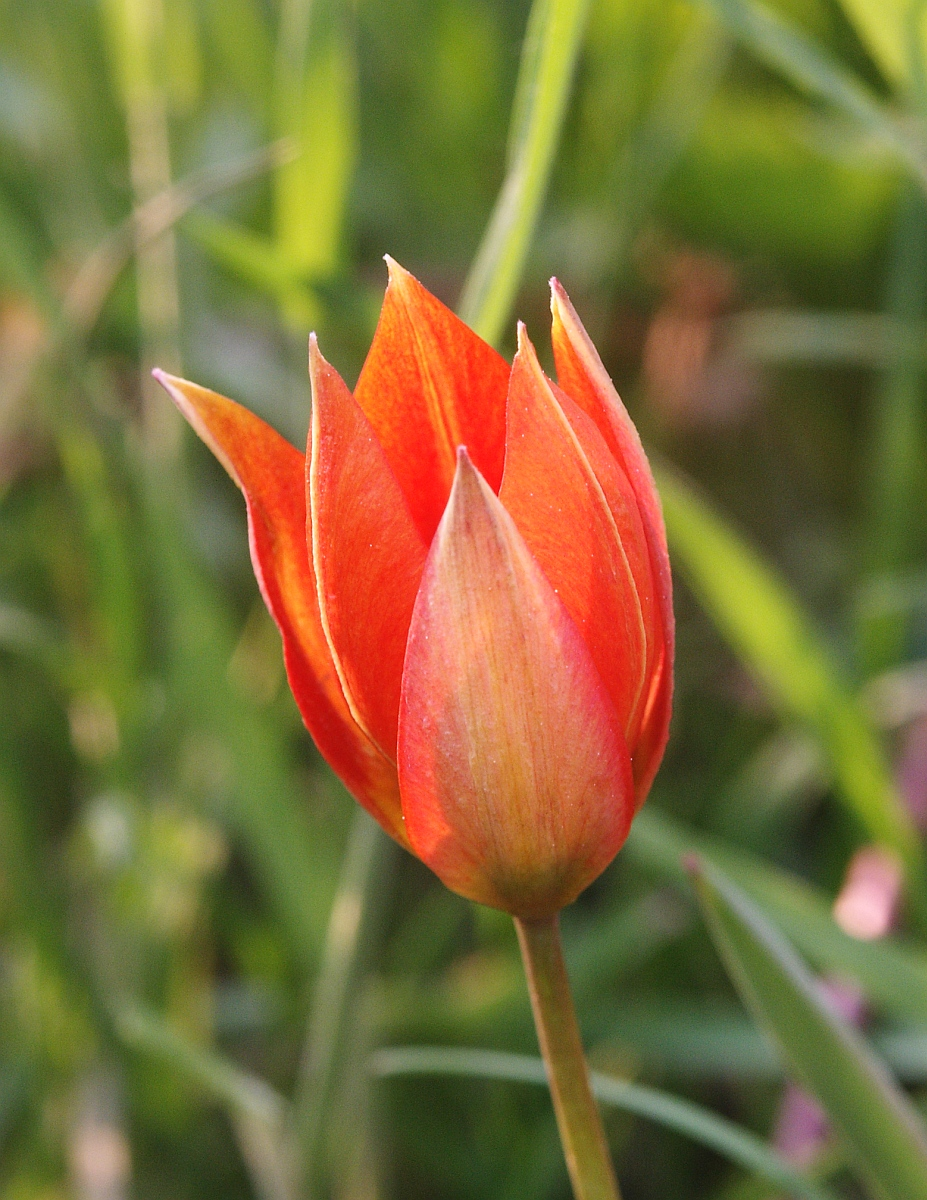
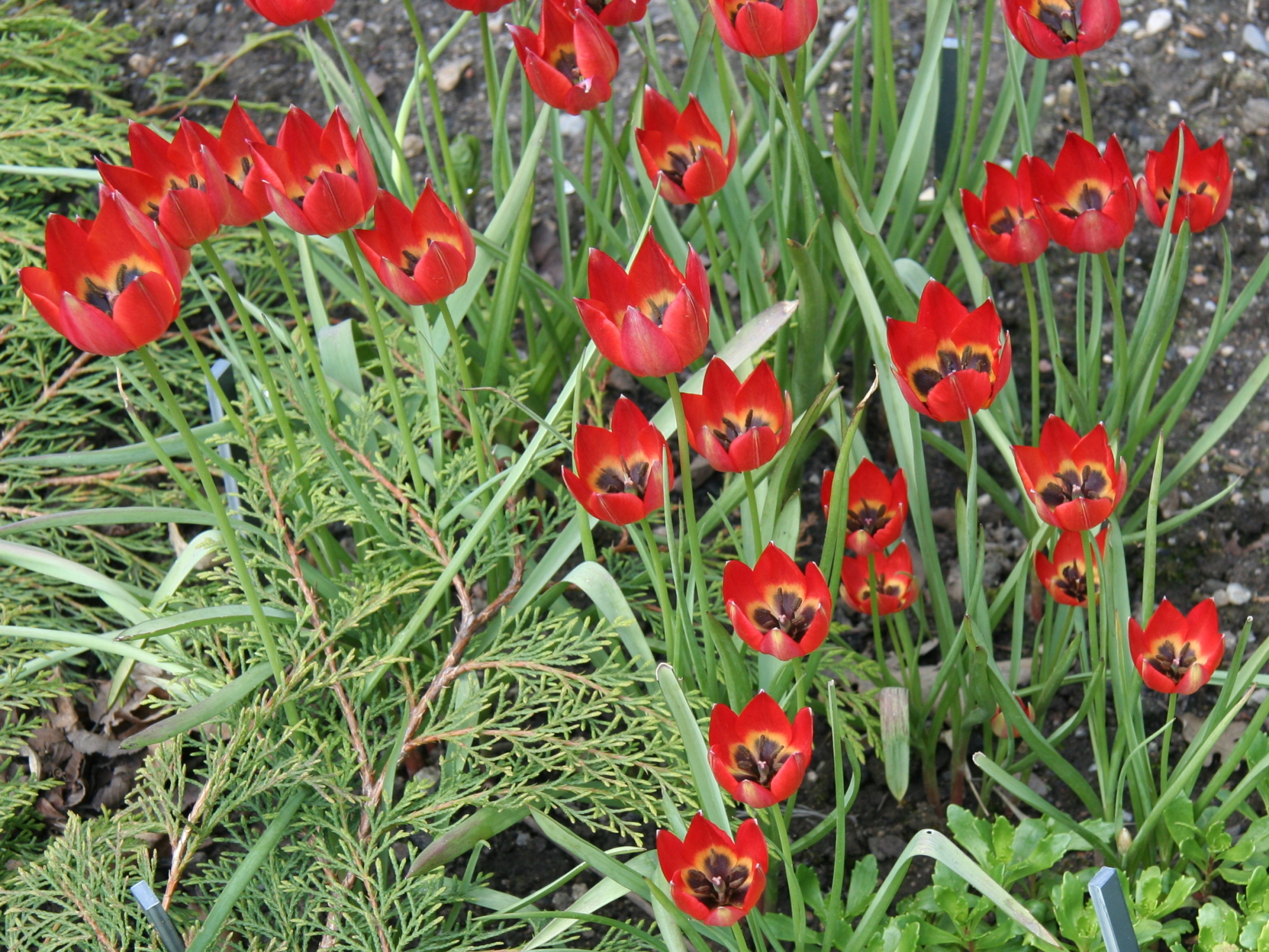
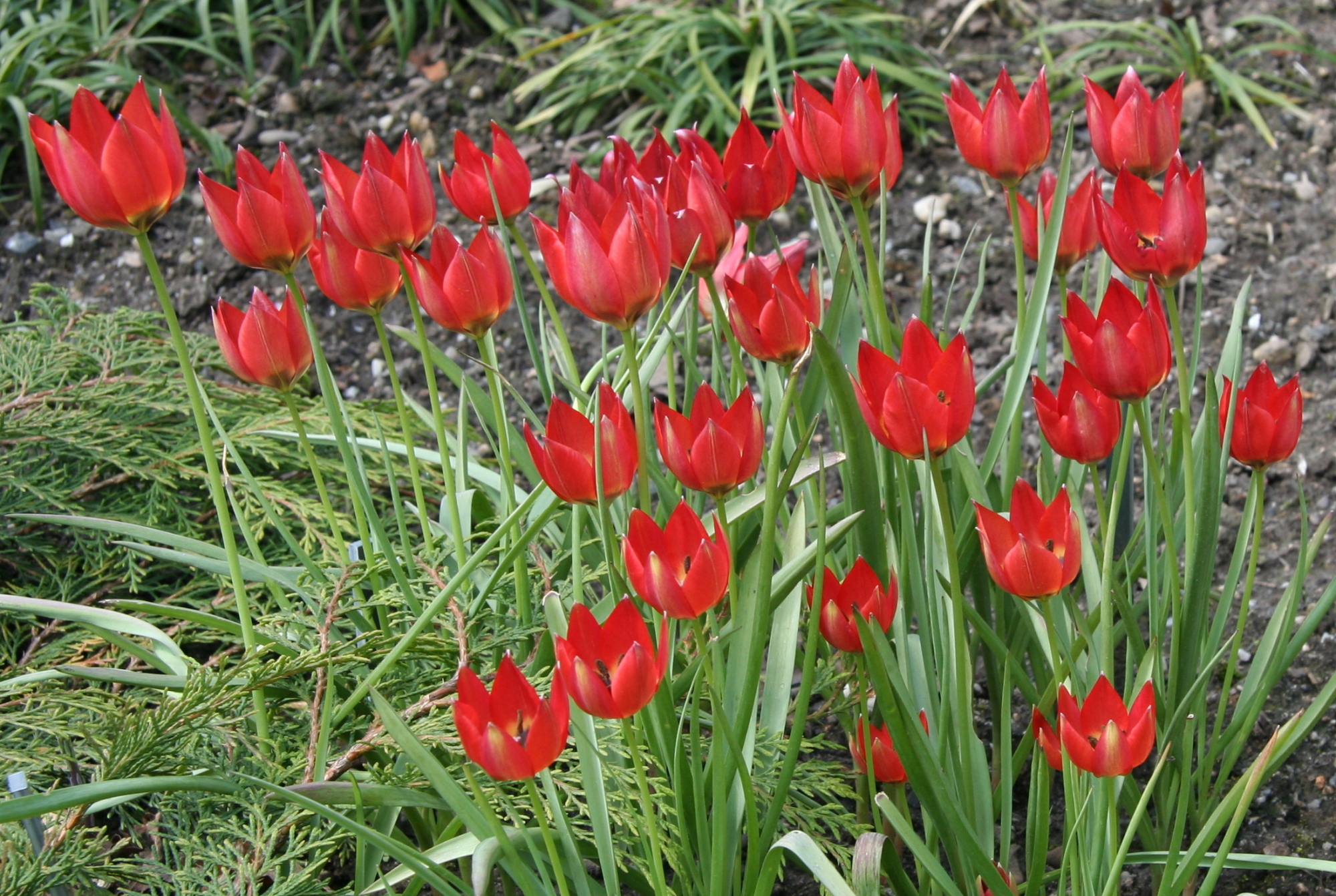
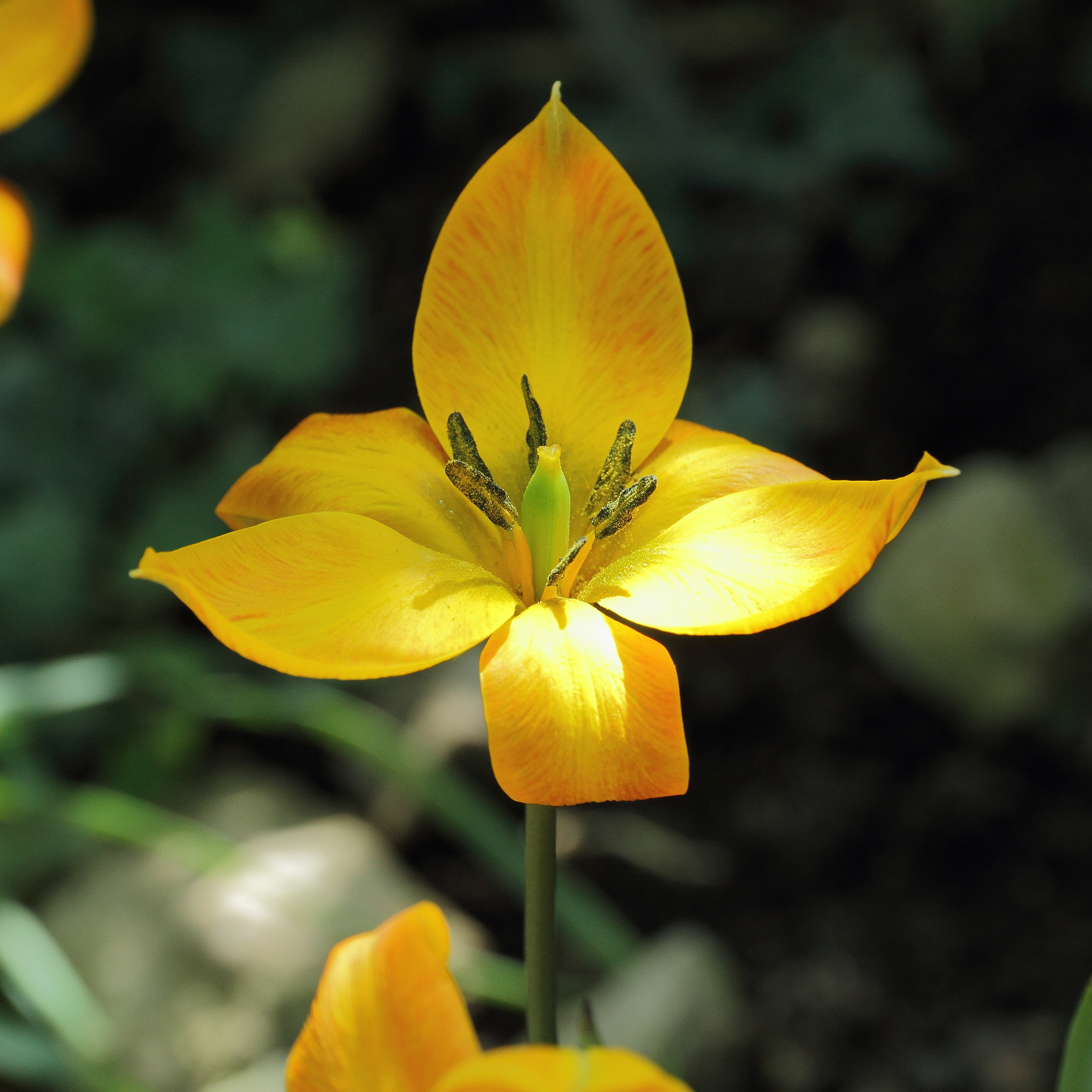
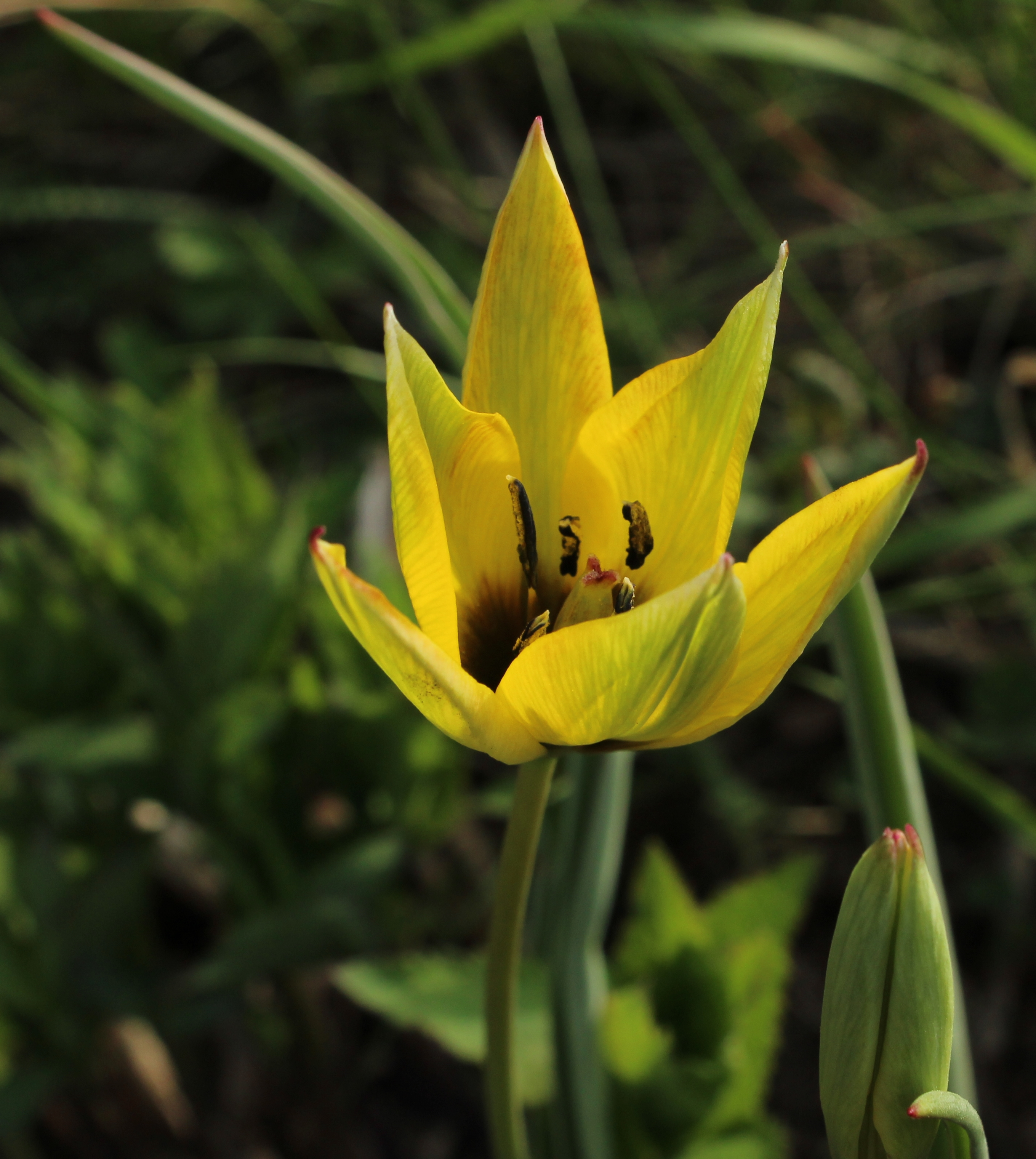
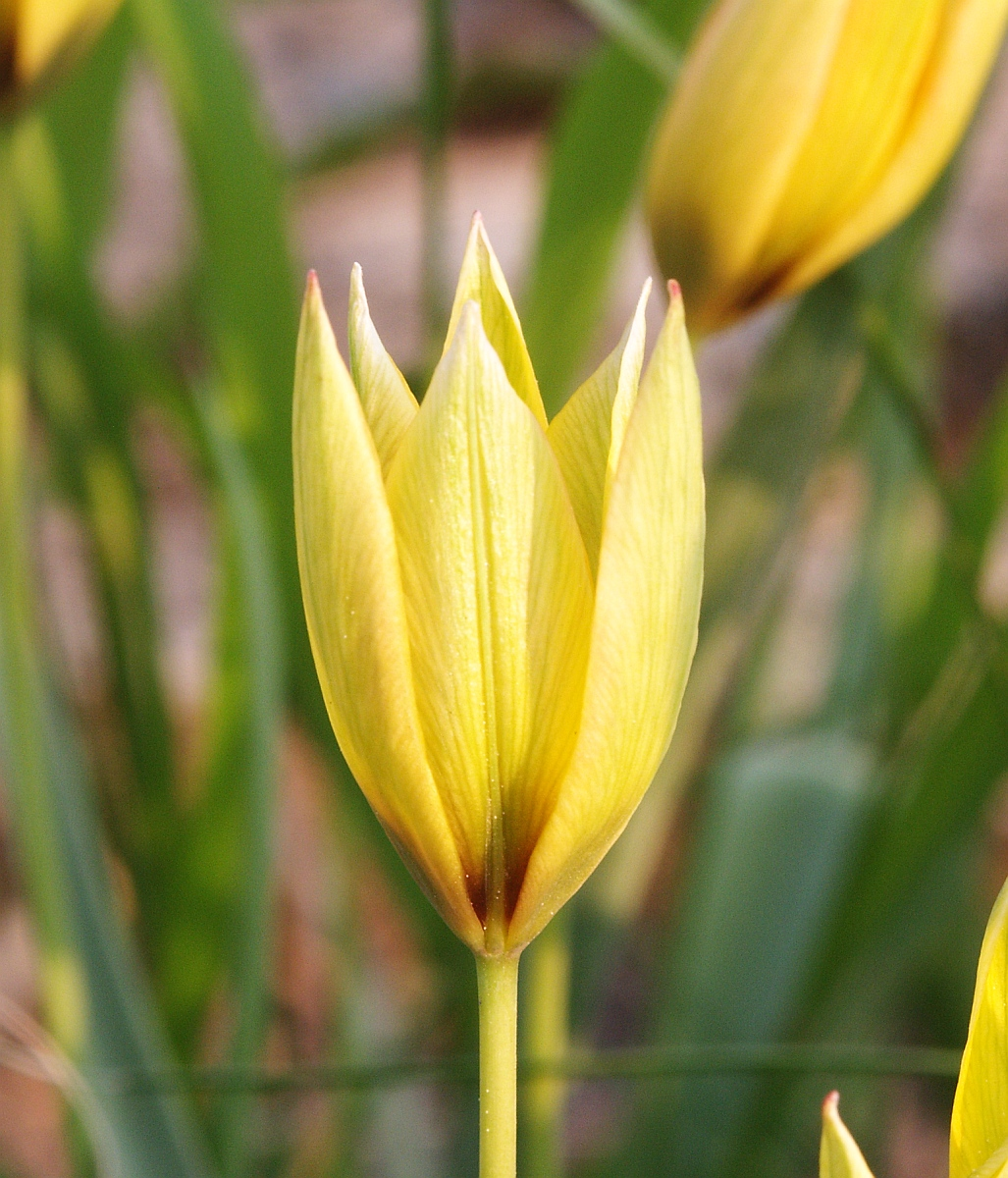